# Allium izmirense
Allium izmirense — вид квіткових рослин з підродини цибулевих (Allioideae). Ендемік Туреччини.

## Резюме
Allium izmirense обмежується горою Ґюме, частиною серії гір Айдин поблизу району Тір провінції Ізмір у західній Анатолії, Туреччина. За морфологічними ознаками належить до Allium sect. Codonoprasum. Виявляє морфологічну схожість з A. carlstroemi, A. stamineum, A. armenum, A. tchihatschewii subsp. dumanii, A. hoshabicum, A. huber-morathii, які належать до тієї ж секції. Allium izmirense близький до A. carlstroemi. Його легко відрізнити від цього виду передусім за його зовнішньою оболонкою, циліндричні й запушені листки, піхви листків на 1/3–1/2 довжини стебла, довжина квітконосів 0.5–1.5 см, листочки оцвітини рожево-пурпурові, з чітко вираженою середньою жилкою, 2.5–3.5 мм завдовжки. За критеріями МСОП A. izmirense відповідає категорії CR.